# Dchaira
 (février 2015).
Si vous disposez d'ouvrages ou d'articles de référence ou si vous connaissez des sites web de qualité traitant du thème abordé ici, merci de compléter l'article en donnant les références utiles à sa vérifiabilité et en les liant à la section « Notes et références ».
Dchaira est un village marocain situé à 9 km au nord de Tiznit, dans la région Souss-Massa.

## Le village
Petit village typique de la région, l'accès à Dchaira est d'autant plus facilité depuis la création de la route goudronnée au cours des années 1990.
Le village de Dchaira était à l'origine le grenier à blé du village de Maader situé à 8 km au nord-est. On retrouve encore aujourd'hui les restes des remparts qui protégeaient le village. Les principales cultures sont l'orge, le blé tendre, l'olivier et la figue de barbarie.